# آندریاس هلگسترند
آندریاس هلگسترند (به دانمارکی: Andreas Helgstrand) (زادهٔ ۲ اکتبر ۱۹۷۷ میلادی) یک سوارکار درساژ اهل کشور دانمارک است. او چهار عنوان قهرمانی پی در پی دانمارک را از سال ۲۰۰۵ تا ۲۰۰۸ بدست آورده‌است.

## زندگی‌نامه
آندریاس هلگسترند متولد ۱۹۷۷ میلادی در شهر پدرش اولف هلگسترند رئیس فدراسیون سوارکاری دانمارک بود. آندریاس سوارکاری را از سن ۷ سالگی آغاز کرد و در ابتدا در رشتهٔ پرش با اسب فعال بود. در سن هفده سالگی و در سال ۱۹۹۴ او به عنوان مربی سوارکاری در باشگاه ورزشی آلبورگ شروع به کار کرد. او امتحانات نهایی را در سال ۲۰۰۰ انجام داد.
از آن پس او به عنوان آموزگار و مربی سوارکاری و تاجر اسب مشغول به کار است. او پس از آن در آغاز در شهر کونگسبر نروژ و پیش از جایگزینی اش با لارس پترسون اصطبل بلو هرس در رندبول دانمارک با سوارکار آن ون اولست تمرین می‌کرد و به او آموزش می‌داد. در المپیک ۲۰۰۴ به همراه اسبش کاوان او در ردهٔ نهم انفرادی درساژ و پنجم تیمی قرار گرفت.